# Ваза Фортуни
Ваза Фортуни (исп. Vaso de Fortuny) — один из самых примечательных экспонатов отдела средневекового искусства Санкт-Петербургского Эрмитажа — большая «крылатая» альгамбрская ваза. Образец испано-мавританской керамики конца XIV века. Необычны её размеры: высота вазы 117 см.
Вазу обнаружил в 1871 году испанский живописец Мариано Фортуни (Мариа́ Фортунь-и-Марсал) недалеко от Гранады в маленькой церкви городка Салар, где она служила подставкой для чаши со святой водой. Ваза имеет куфические надписи и декорирована перламутровым люстром.

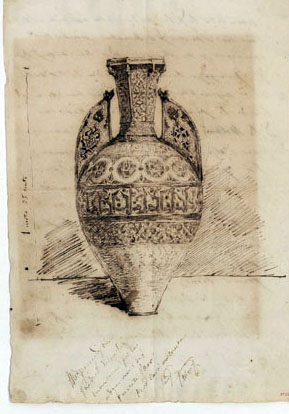
М. Фортуни. Рисунок вазы. 1871. Бумага, тушь, перо. Национальный художественный музей Каталонии, Барселона

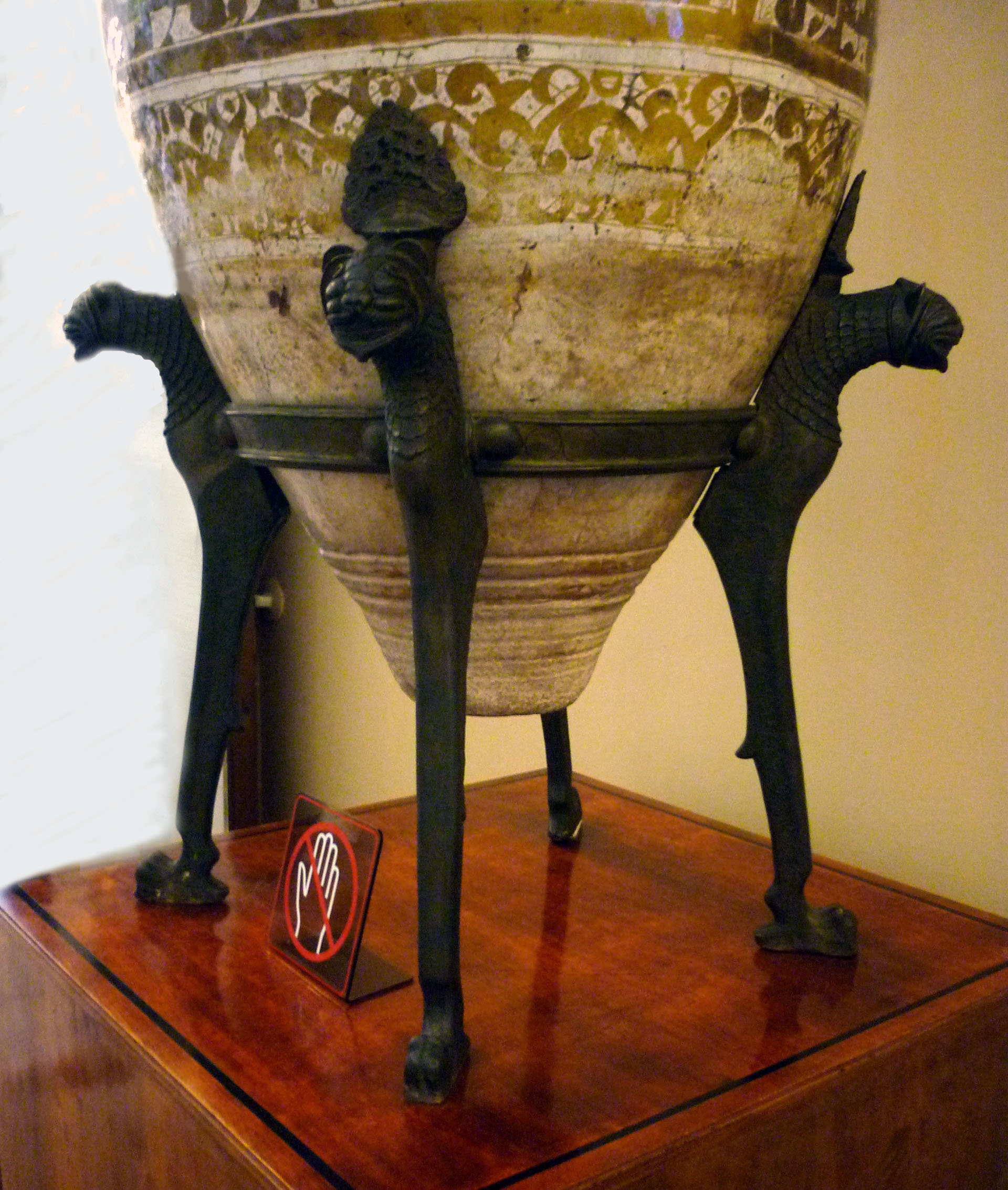
Ваза Фортуни. Деталь

Как живописец Фортуни был представителем романтического течения ориентализма. Он составил обширную коллекцию редких произведений восточного искусства. Поселившись в 1870 году вместе со своей семьёй в Гранаде, он начал терпеливые поиски старинных вещей в самых заброшенных местах. Увлечения Фортуни привели к тому, что он сам научился многим местным ремёслам, в том числе гончарному, и секрету керамического люстра. В письме к своему другу Шарлю Давилье, любителю испанского искусства, датированном в Гранаде 27 ноября 1871 г., Фортуни заметил: «…здесь почти ничего не осталось, я больше не прилагаю усилий, потому что, то немногое, что я нашёл, достаточно хорошо. Вот набросок арабской вазы; она очень хороша, а главное, в хорошем состоянии».
Ваза вместе с другими предметами коллекции была перевезена в Италию, куда вскоре переехала семья художника. По рисунку Фортуни в Риме для этой вазы изготовили бронзовый четырёхножник с головами львов, напоминающих о Львином дворике (Patio de los Leones) во дворце Альгамбры.
Преждевременная смерть живописца в 1875 году вынудила семью распродать картины Фортуни и его коллекцию, предварительно поделив её между родственниками. Были проведены три аукциона в Париже с публикацией каталогов, составленных Ш. Давилье. Однако люстровая арабская керамика в то время не вызвала особого интереса. Братья Жюль и Эдмон де Гонкуры рассказали о выставке в своём дневнике, но высказали собственное мнение в весьма пренебрежительном тоне: «В наше время появляется странный интерес к червивым безделушкам и старым тряпкам. Знаменитая ваза „аламбреск“, признаюсь, к своему стыду, имеет вид вазы из папье-маше, для литературно-ассирийской драмы из Одеона! К тому же каталог этой распродажи, как грубая претензия на оправдание мёртвых, выставленных на продажу предметов и даже её редактора барона Давилье, вызывает рвотный рефлекс».
Как и другие альгамбрские вазы, ваза Фортуни имеет сужающееся книзу тулово, две массивные плоские ручки и узкое горло. Такие вазы с заострённой нижней частью неустойчивы, поэтому, подобно древнегреческим остродонным амфорам, их вкапывали в землю или устанавливали на специальную подставку. Поэтому орнамент в нижней части вазы несколько стёрт, в остальном сохранность её совершенно исключительная. Наиболее вероятным местом изготовления вазы Фортуни называют Малагу.
Известно около пятнадцати экземпляров типа «ваз Альгамбры» с широкими ручками, похожими на плавники или крылья, выходящие из их яйцевидного тела, среди которых выделяются три почти одинаковых: две найдены в самой Альгамбре, ещё одна — в окрестностях. Ныне они хранятся в музеях Мадрида, Палермо, Стокгольма, Берлина. Все они имеют значительные размеры: от 120 до 170 сантиметров (почти в рост человека). Несомненно, для их обжига требовались специальные печи, что косвенно свидетельствует об их особенном предназначении. Размерами ваз также объясняют то, что у большинства из них поломаны ручки. У Вазы Фортуни на обеих ручках золотистым люстром изображена «Рука Фатимы».
В 1875 году вдова художника Сесилия де Мадрасо продала вазу за тридцать тысяч французских франков русскому коллекционеру А. П. Базилевскому, чьё обширное собрание в 1884 году было приобретено для Эрмитажа. В 1878 году «ваза Фортуни» демонстрировалась на Всемирной выставке в Париже и привлекла всеобщее внимание. Считается, что по художественному качеству «предметы, когда-то приобретённые Базилевским, разысканные им в старых ризницах или провинциальных лавках антикваров», вывели небольшую экспозицию испано-мавританской керамики Эрмитажа на одно из первых мест подобных собраний в европейских музеях. На выставке 1986 года в Эрмитаже было показано пять изделий из Малаги и Валенсии, включая знаменитую вазу. «Средневековая галерея» Базилевского ныне находится в Романовской галерее здания Малого Эрмитажа (зал № 259).
С 25 октября 2006 года по 6 апреля 2007 года во Дворце Карла V в Альгамбре проходила выставка под названием «Вазы Альгамбры: символизм и сила». Среди экспонатов, собранных из разных музеев и коллекций мира, была и ваза Фортуни, предоставленная Эрмитажем.